# Olandsån
Olandsån är ett vattendrag i norra Uppland, det största i landskapet. Olandsån rinner upp i närheten av Rasbo socken, rinner österut och norrut via Stamsjön och mynnar i Kallrigafjärden väster om Öregrund. Ån avvattnar ett flackt skogs- och jordbrukslandskap, som fördelar sig på 67 % skogsmark, 4 % våtmark, 27 % åker- och ängsmark samt 2 % sjöar. Avrinningsområdet är 886 km² och medelflödet vid mynningen cirka 6 m³/s. Ån är grundligt dikad och kanaliserad. Den största orten i närheten av ån är Gimo.